# BMX Race
Le BMX Race ou BMX Racing est une discipline du BMX. Il s'agit d'une course entre huit concurrents qui doivent parcourir une piste de 340 à 400 m. Cette piste a la particularité d'être parsemée de bosses qui, soit se sautent, soit s'enroulent par cabrage du vélo sur la roue arrière. Cette discipline est devenue pour la première fois une discipline olympique à l’occasion des Jeux olympiques de Pékin en 2008 dans une déclinaison nommée Supercross.

## Historique

### Origines
A la fin des années 1960, les enfants et adolescents imitent les coureurs de moto-cross sur leur vélo. Des vieux vélos sont utilisés sur des pistes improvisées de Californie. En 1970, Scott Breithaupt, alors âgé de 13 ans, organise des courses de « pedal cross » à Long Beach. Pendant ces courses, il ébauche les premières règles du BMX moderne.
L'année suivante, Breithaupt lève 100 000 $ pour un véritable championnat de BMX au Los Angeles Memorial Coliseum. Une fédération de BMX voit rapidement le jour aux États-Unis. En 1974, le sport attire l'attention de Yamaha, première entreprise notable à s'y intéresser et à participer à la professionnalisation de la discipline.
Les constructeurs, notamment Yamaha, Kawasaki et Suzuki, commencent à fabriquer des vélos plus solides que la normale afin de pouvoir s'adapter aux grands sauts sur les pistes les plus importantes.
En 1978, le Néerlandais Gerrit Does découvre les vélos de BMX en voyageant aux Etats-Unis pour des compétitions de moto-cross. Il décide que le matériel est idéal pour entraîner les enfants intéressés par le moto-cross mais trop jeunes pour le pratiquer. Il fonde donc une association de cyclisme, la S.F.N., aux Pays-Bas.
Le sport gagne véritablement en notoriété à la sortie du film E.T. l'extra-terrestre en 1982. Dans ce film, le jeune héros possède un vélo de BMX et on assiste à une scène de course-poursuite en BMX : pendant les mois qui suivent, les ventes de vélos de BMX explosent et de nombreuses villes investissent dans une piste de BMX.

### Développement
L'Europe s'intéresse à la discipline et Gerrit Does fonde l'International BMX Federation (IBMXF) en avril 1981,. En 1982, les premiers Championnats du monde de BMX sont organisés.
En janvier 1993, en raison de ses similarités plus importantes avec le cyclisme qu'avec le motocyclisme, le BMX devient une discipline reconnue officiellement par l'Union cycliste internationale. En conséquence de l'acceptation au sein de l'UCI, des saisons de Coupes du monde et des Championnats du monde UCI sont organisés.

### Histoire olympique
Le BMX attire l'attention du Comité international olympique lors de X Games.
En 2008, le BMX rejoint le programme olympique à Pékin. Māris Štrombergs et Anne-Caroline Chausson remportent l'or pour la première édition olympique.

## Épreuve
Huit coureurs démarrent en même temps depuis une rampe appelée « butte de départ » de 8 mètres de haut. Au départ, les coureurs sont debout sur leur vélo maintenu par une grille rétractable en haut de la rampe. Lorsque le départ est marqué, la grille bascule vers l'avant et les coureurs peuvent accélérer. Le départ suit toujours les trois étapes suivantes, en anglais : « OK Riders let set them up ! Riders ready ? Watch the gate ! », assortie d'un feu tricolore.
Dans certaines courses, on utilise le système de la « random gate » (« grille aléatoire »). Avec ce système, la grille tombe à un moment désigné au hasard moins de 3,5 secondes après l'appel « Watch the gate! ». Ce type de grille vise à supprimer l'avantage conféré par la connaissance parfaite du timing d'abaissement de la grille à domicile.
En qualifications, s'il y a plus de 8 coureurs dans une classe d'âge, les coureurs font 3 manches de qualifications avant de passer en huitièmes de finale. Les quatre premiers de chaque course se qualifient ensuite. Dans les compétitions, on compte une quinzaine de catégories d'âge allant des enfants de moins de six ans aux vétérans de plus de 40 ans.

## Règlement

### Piste
Le BMX Race se court sur un circuit de 350 mètres sur un terrain en terre battue, parfois assortie de virages relevés en bitume ou ciment. Ce terrain est constitué de zones plates, de bosses et de virages relevés. Un tour de piste entier dure moins d'une minute.
Les bosses peuvent être simples, doubles ou encore triples, écartées de deux mètres ou plus. Les doubles bosses sont les plus répandues sur les circuits. Des bosses plates, ou « tables », sont plates sur 1 à 8 m de longueur pour favoriser les sauts. D'autres formes incluent la « double asymétrique », une double table dont la deuxième est plus courte que la première, la « pro », une table assortie d'une bosse, les « whoops » qui sont 5 à 10 bosses éloignées de deux à cinq mètres, et d'autres types de combinaisons de bosses[réf. souhaitée].
Deux tactiques se côtoient sur les bosses : en passer deux ou trois d'un coup en sautant jusqu'à 5 mètres de haut ou amortir les sauts pour aller plus vite,.

### Qualifications
En compétition, il faut arriver dans les 4 premiers arrivés d'une manche pour se qualifier au tour suivant. Il peut y avoir un grand nombre de participants, auquel cas de nombreuses courses sont organisées, sans jamais assurer de qualification au chronomètre.
Il est interdit de faire des figures pendant les sauts, sous peine de sanction ou de disqualification, pour ne pas mettre les autres coureurs en danger.

### Philosophie
Le BMX met l'accent sur l'inclusivité sans limites de genre ni de ressources. En effet, chaque tournoi a un classement féminin et souvent un classement par palier de niveau également pour donner leur chance aux nouveaux coureurs. Enfin, aux Etats-Unis, chaque piste aux normes olympiques possède des vélos et des casques de prêt pour les débutants et les personnes à moyens limités.

## BMX Supercross
Le BMX Supercross est une déclinaison de la race, créé par l'UCI pour rendre les compétitions plus spectaculaires (Première Coupe du monde BMX SUpercross en 2003) . Elle cible les pilotes de haut niveau (Elite), participants aux compétitions internationales.
Les pistes de BMX se caractérisent par un départ à 8 mètres de hauteur (contre 3 mètres pour les pistes d'un niveau régional et 5 mètres pour le niveau intermédiaire), des obstacles permettant des sauts plus long, des virages plus relevés permettant des vitesses plus élevées.
C'est le BMX Supercross qui est discipline Olympique.

## Matériel

### Vélo
Les vélos sont souvent faits à partir d’aluminium mais d’autres matériaux sont utilisés, tels que le carbone, qui permet d’alléger encore le vélo. Ils n'ont pas de suspensions et leur selle est souvent purement décorative, les coureurs n'ayant ni le temps ni intérêt à s'asseoir pendant la course. Ils sont généralement équipés de pédales automatiques.
Le vélo de bicross est petit, il possède toujours des roues de 20 pouces et des pneus de 20 × 1,50 à 20 × 2,125. Il existe un modèle plus petit pour les enfants de moins de 10 ans. Ce vélo très maniable n'a qu'une seule vitesse[réf. souhaitée].
Le vélo reçoit peu d'équipement et certains composants comme la tige de selle, les pédales ou le guidon, pour les plus jeunes pilotes, sont en alliage d'aluminium et, depuis quelque temps, en carbone, bien que celui-ci rende la fourche plus fragile, afin d'alléger au maximum le BMX. Son poids, pour un adulte, se situe aux environs de 10 kg, voire moins pour les BMX de compétition les mieux équipés, descendant parfois sous la barre des 9 kg[réf. souhaitée].

### Protections
L'équipement du pilote s'apparente à celui d'un pilote de motocross et, hormis les chaussures, la tenue est généralement choisie chez les équipementiers de motocross.

## Conséquences physiques sur les coureurs
Le BMX est un sport de haute intensité cardiaque, qui exige une force importante dans le bas du corps et le tronc ainsi qu'une coordination excellente.
La recherche sur les risques de blessures est quasi inexistante depuis les années 1980. En 1985, une étude américaine trouve que le risque de blessure est moindre en BMX qu'en cyclisme sur route. Les casques sont obligatoires et la plupart des coureurs portent également des protections au cou, au torse et sur les articulations. Les chutes ne sont cependant pas fréquentes. Les risques de blessure en BMX relèvent de la fracture et de la commotion cérébrale dans le cas d'une grosse chute.

## Compétitions principales
- BMX aux Jeux olympiques
- Championnats du monde de BMX
- Coupe du monde de BMX
- Championnats d'Europe de BMX

## Palmarès aux jeux olympiques

### Classement individuel masculin
| Rang  | Nation           | Or | Argent | Bronze | Total |
| ----- | ---------------- | -- | ------ | ------ | ----- |
| 1     | Māris Štrombergs | 2  | 0      | 0      | 2     |
| 2     | Connor Fields    | 1  | 0      | 0      | 1     |
| 3     | Niek Kimmann     | 1  | 0      | 0      | 1     |
| 4     | Joris Daudet     | 1  | 0      | 0      | 1     |
| 5     | Mike Day         | 0  | 1      | 0      | 1     |
| 6     | Sam Willoughby   | 0  | 1      | 0      | 1     |
| 7     | Jelle van Gorkom | 0  | 1      | 0      | 1     |
| 8     | Kye Whyte        | 0  | 1      | 0      | 1     |
| 9     | Sylvain André    | 0  | 1      | 0      | 1     |
| 10    | Carlos Ramírez   | 0  | 0      | 2      | 2     |
| 11    | Donny Robinson   | 0  | 0      | 1      | 1     |
| 12    | Carlos Oquendo   | 0  | 0      | 1      | 1     |
| 13    | Romain Mahieu    | 0  | 0      | 1      | 1     |
| Total | Total            | 5  | 5      | 5      | 15    |

## Palmarès aux championnats du monde

### Classement individuel masculin
| Rang  | Nation             | Or | Argent | Bronze | Total |
| ----- | ------------------ | -- | ------ | ------ | ----- |
| 1     | Joris Daudet       | 3  | 2      | 4      | 9     |
| 2     | Kyle Bennett       | 3  | 0      | 0      | 3     |
| 3     | Christophe Lévêque | 2  | 3      | 0      | 5     |
| 4     | Niek Kimmann       | 2  | 3      | 0      | 5     |
| 5     | Dale Holmes        | 2  | 1      | 1      | 4     |
| 6     | Māris Štrombergs   | 2  | 1      | 0      | 3     |
| 7     | Wilco Groenendaal  | 2  | 0      | 2      | 4     |
| 8     | Phil Hoogendoorn   | 2  | 0      | 1      | 3     |
| 9     | Thomas Allier      | 2  | 0      | 0      | 2     |
| 10    | Sam Willoughby     | 2  | 0      | 0      | 2     |
| 11    | Sylvain André      | 1  | 2      | 2      | 5     |
| 12    | Gary Ellis         | 1  | 1      | 0      | 2     |
| 13    | Greg Hill          | 1  | 1      | 0      | 2     |
| 14    | Robert de Wilde    | 1  | 0      | 2      | 3     |
| 15    | Clint Miller       | 1  | 0      | 1      | 2     |
| 16    | Bubba Harris       | 1  | 0      | 1      | 2     |
| 17    | Craig Schofield    | 1  | 0      | 0      | 1     |
| 18    | Mike King          | 1  | 0      | 0      | 1     |
| 19    | David Kastler      | 1  | 0      | 0      | 1     |
| 20    | Éric Minozzi       | 1  | 0      | 0      | 1     |
| 21    | Danny Nelson       | 1  | 0      | 0      | 1     |
| 22    | John Purse         | 1  | 0      | 0      | 1     |
| 23    | Warwick Stevenson  | 1  | 0      | 0      | 1     |
| 24    | Javier Colombo     | 1  | 0      | 0      | 1     |
| 25    | Donny Robinson     | 1  | 0      | 0      | 1     |
| 26    | Liam Phillips      | 1  | 0      | 0      | 1     |
| 27    | Corben Sharrah     | 1  | 0      | 0      | 1     |
| 28    | Twan van Gendt     | 1  | 0      | 0      | 1     |
| 29    | Simon Marquart     | 1  | 0      | 0      | 1     |
| 30    | Romain Mahieu      | 1  | 0      | 0      | 1     |
| 31    | Randy Stumpfhauser | 0  | 4      | 2      | 6     |
| 32    | Bas de Bever       | 0  | 3      | 0      | 3     |
| 33    | Xavier Redois      | 0  | 2      | 1      | 3     |
| 34    | Mike Day           | 0  | 2      | 1      | 3     |
| 35    | Matt Hadan         | 0  | 1      | 1      | 2     |
| 36    | Sifiso Nhlapo      | 0  | 1      | 1      | 2     |
| 37    | Marc Willers       | 0  | 1      | 1      | 2     |
| 38    | Anthony Sewell     | 0  | 1      | 0      | 1     |
| 39    | Addie van de Ven   | 0  | 1      | 0      | 1     |
| 40    | Mike Kiniyalocts   | 0  | 1      | 0      | 1     |
| 41    | Rob Bulten         | 0  | 1      | 0      | 1     |
| 42    | Greg Romero        | 0  | 1      | 0      | 1     |
| 43    | Andy Contes        | 0  | 1      | 0      | 1     |
| 44    | Ivo Lakučs         | 0  | 1      | 0      | 1     |
| 45    | Cristian Becerine  | 0  | 1      | 0      | 1     |
| 46    | Khalen Young       | 0  | 1      | 0      | 1     |
| 47    | Steven Cisar       | 0  | 1      | 0      | 1     |
| 48    | Tory Nyhaug        | 0  | 1      | 0      | 1     |
| 49    | Jelle van Gorkom   | 0  | 1      | 0      | 1     |
| 50    | Kye Whyte          | 0  | 1      | 0      | 1     |
| 51    | Arthur Pilard      | 0  | 1      | 0      | 1     |
| 52    | David Graf         | 0  | 0      | 2      | 2     |
| 53    | Matt Harris        | 0  | 0      | 1      | 1     |
| 54    | Ludy van der Werff | 0  | 0      | 1      | 1     |
| 55    | Tom Lynch          | 0  | 0      | 1      | 1     |
| 56    | David Cullinan     | 0  | 0      | 1      | 1     |
| 57    | Nico Does          | 0  | 0      | 1      | 1     |
| 58    | Yannick Delporte   | 0  | 0      | 1      | 1     |
| 59    | Daniel Rojas       | 0  | 0      | 1      | 1     |
| 60    | Charles Townsend   | 0  | 0      | 1      | 1     |
| 61    | Jamie Staff        | 0  | 0      | 1      | 1     |
| 62    | Florent Boutte     | 0  | 0      | 1      | 1     |
| 63    | Dylan Clayton      | 0  | 0      | 1      | 1     |
| 64    | Mario Andrés Soto  | 0  | 0      | 1      | 1     |
| 65    | Wade Bootes        | 0  | 0      | 1      | 1     |
| 66    | Ramiro Marino      | 0  | 0      | 1      | 1     |
| 67    | Moana Moo-Caille   | 0  | 0      | 1      | 1     |
| 68    | Luis Brethauer     | 0  | 0      | 1      | 1     |
| 69    | Tre Whyte          | 0  | 0      | 1      | 1     |
| 70    | Nicholas Long      | 0  | 0      | 1      | 1     |
| 71    | Anderson Souza     | 0  | 0      | 1      | 1     |
| Total | Total              | 42 | 42     | 42     | 126   |

## Palmarès en coupe du monde

### Classement individuel masculin
| Rang  | Nation                | Or | Argent | Bronze | Total |
| ----- | --------------------- | -- | ------ | ------ | ----- |
| 1     | Robert de Wilde       | 4  | 0      | 0      | 4     |
| 1     | Connor Fields         | 2  | 2      | 1      | 5     |
| 1     | Niek Kimmann          | 2  | 1      | 1      | 4     |
| 1     | Donny Robinson        | 2  | 1      | 1      | 4     |
| 1     | Sam Willoughby        | 2  | 1      | 0      | 3     |
| 1     | Liam Phillips         | 2  | 0      | 1      | 3     |
| 1     | Sylvain André         | 2  | 0      | 1      | 3     |
| 1     | Joris Daudet          | 1  | 2      | 1      | 4     |
| 1     | Māris Štrombergs      | 1  | 0      | 1      | 2     |
| 1     | Dale Holmes           | 1  | 0      | 1      | 2     |
| 1     | Izaac Kennedy         | 1  | 0      | 1      | 2     |
| 1     | Jamie Staff           | 1  | 0      | 0      | 1     |
| 1     | Denis Labigang        | 1  | 0      | 0      | 1     |
| 1     | Mario Andrés Soto     | 1  | 0      | 0      | 1     |
| 1     | Derek Betcher         | 1  | 0      | 0      | 1     |
| 1     | Corben Sharrah        | 1  | 0      | 0      | 1     |
| 1     | Simon Marquart        | 1  | 0      | 0      | 1     |
| 1     | Romain Mahieu         | 1  | 0      | 0      | 1     |
| 1     | Thomas Allier         | 0  | 3      | 0      | 3     |
| 1     | Anthony Dean          | 0  | 2      | 0      | 2     |
| 1     | Michal Prokop         | 0  | 1      | 2      | 3     |
| 1     | Mike Day              | 0  | 1      | 1      | 2     |
| 1     | David Graf            | 0  | 1      | 1      | 2     |
| 1     | Carlos Ramírez        | 0  | 1      | 1      | 2     |
| 1     | Joachim Enault        | 0  | 1      | 0      | 1     |
| 1     | Robbie Miranda        | 0  | 1      | 0      | 1     |
| 1     | Cristian Becerine     | 0  | 1      | 0      | 1     |
| 1     | David Herman          | 0  | 1      | 0      | 1     |
| 1     | Ivo van der Putten    | 0  | 1      | 0      | 1     |
| 1     | Marc Willers          | 0  | 1      | 0      | 1     |
| 1     | Jelle van Gorkom      | 0  | 1      | 0      | 1     |
| 1     | Alfredo Campo         | 0  | 1      | 0      | 1     |
| 1     | Cameron Wood          | 0  | 1      | 0      | 1     |
| 1     | Cédric Butti          | 0  | 1      | 0      | 1     |
| 1     | Twan van Gendt        | 0  | 0      | 2      | 2     |
| 1     | Jesse Carlsson        | 0  | 0      | 1      | 1     |
| 1     | Jason Richardson      | 0  | 0      | 1      | 1     |
| 1     | Randy Stumpfhauser    | 0  | 0      | 1      | 1     |
| 1     | Damien Godet          | 0  | 0      | 1      | 1     |
| 1     | Kyle Bennett          | 0  | 0      | 1      | 1     |
| 1     | Raymon van der Biezen | 0  | 0      | 1      | 1     |
| 1     | Amidou Mir            | 0  | 0      | 1      | 1     |
| 1     | Tory Nyhaug           | 0  | 0      | 1      | 1     |
| 1     | Diego Arboleda        | 0  | 0      | 1      | 1     |
| Total | Total                 | 27 | 26     | 25     | 78    |

## Grands noms de la discipline
- Scott Breithaupt, pionnier de la discipline en Californie
- Gerrit Does, pionnier de la discipline en Europe
- Māris Štrombergs, premier champion olympique et coureur le plus titré aux Jeux olympiques (2 fois)
- Mariana Pajón, coureuse la plus titrée aux Jeux olympiques
- Anne-Caroline Chausson, première championne olympique